# Martil
Martil (Arabisch: مرتيل) is een kustplaats en gemeente in de provincie Tétouan, in het noorden van Marokko. De stad ligt aan de Middellandse Zee en maakt deel uit van de regio Tanger-Tétouan-Al HoceïmaMartil is vooral bekend als populaire badplaats onder binnenlandse toeristen, en kent een sterk seizoensgebonden karakter.

## Geografie
Martil is gelegen op ongeveer 10 kilometer ten noordoosten van de stad Tétouan, langs de rivier Oued Martil, die uitmondt in de Middellandse Zee. De stad is onderdeel van de zogenaamde "Tamuda Bay", een kuststrook die zich uitstrekt van M'diq tot aan Azla, met diverse badplaatsen en resorts.
De kust van Martil bestaat uit een lang zandstrand, geflankeerd door een wandelboulevard met palmbomen. In het binnenland begint het Rifgebergte, wat het gebied ook aantrekkelijk maakt voor natuurliefhebbers.

## Etymologie
De naam Martil is afgeleid van de oude Spaanse benaming Río Martín, zoals de rivier werd genoemd ten tijde van het Spaanse protectoraat in Noord-Marokko. Door fonetische verbastering ontwikkelde de naam zich tot het huidige Martil.

## Demografie
Volgens de volkstelling van 2014 telt Martil ongeveer 64.000 inwoners. Tijdens de zomermaanden kan de bevolking door toerisme oplopen tot meer dan het dubbele. De stad kent een jonge bevolkingssamenstelling, mede vanwege de aanwezigheid van een universiteitsfaculteit.

## Economie
De economie van Martil is sterk afhankelijk van toerisme, met name binnenlands toerisme. Veel Marokkanen uit steden als Fès, Meknès, Rabat en Casablanca brengen hun zomervakantie in Martil door. Buiten het seizoen valt de bedrijvigheid in de stad grotendeels stil.
Daarnaast biedt Martil werkgelegenheid in de dienstensector (horeca, detailhandel), visserij, en de bouwsector. Ook bezit een deel van de Marokkaanse diaspora tweede woningen in Martil.

## Onderwijs
Martil huisvest een belangrijke vestiging van de Abdelmalek Essaâdi Universiteit, namelijk de Faculteit der Letteren en Geesteswetenschappen van Tétouan. Hierdoor is de stad tevens een regionaal centrum voor hoger onderwijs, met veel studenten die uit omliggende regio’s naar Martil trekken.

## Toerisme en bezienswaardigheden

#### Strand en boulevard
Martil staat bekend om zijn brede zandstrand en gezellige boulevard. In de zomer is het strand druk bezocht door badgasten, terwijl het in de avonduren een ontmoetingsplek wordt voor gezinnen, straatartiesten en verkopers.

#### Haven
De stad beschikt over een kleine vissershaven, waar dagelijks verse vis wordt aangevoerd. De haven is tevens een uitvalsbasis voor recreatieve vissers en kleine boottochten.

#### Evenementen
Tijdens de zomermaanden worden er diverse culturele activiteiten en festivals georganiseerd. Ook de jaarlijkse Ramadan- en Eid-feesten worden uitbundig gevierd met nachtmarkten en optredens.

## Nabijgelegen plaatsen
- Tétouan – Historische stad met UNESCO-werelderfgoedmedina.
- Cabo Negro – Luxe badplaats met golfresort, op 5 km afstand.
- M'diq – Toeristische kustplaats met jachthaven.
- Fnideq – Grensstad vlak bij de Spaanse enclave Ceuta.
- Chefchaouen – De “blauwe stad” in het Rifgebergte, op ± 2 uur rijden.

## Bereikbaarheid
Martil is bereikbaar per weg vanuit Tétouan via de nationale weg N16. De stad is ook verbonden met nabijgelegen steden via taxi’s, bussen en gedeelde taxi's. De dichtstbijzijnde luchthaven is Tétouan–Sania Ramel, op slechts 7 km afstand. Internationaal vliegverkeer verloopt ook via Tanger (Ibn Battouta Airport), op circa 90 km afstand.